# Efficacité quantique
L'efficacité quantique QE (Quantum Efficiency en anglais) est le rapport entre le nombre de charges électroniques collectées et le nombre de photons incidents sur une surface photoréactive. Ce paramètre permet de caractériser un composant photosensible, comme un film photographique, une cellule photovoltaïque ou un capteur CCD, en termes de sensibilité électrique à la lumière.
L'efficacité quantique est parfois appelée aussi IPCE (Incident-Photon-to-electron Conversion Efficiency).

## Représentation de l'efficacité quantique

Graphique montrant la variation de l'efficacité quantique en fonction de la longueur d'onde, avec le capteur CCD "PC1" de la caméra WFPC2, anciennement montée sur Hubble.

Comme l'énergie d'un photon dépend de sa longueur d'onde, l'efficacité quantique est généralement représentée sous la forme d'un spectre en fonction d'une plage de longueurs d'onde pour un capteur donné.
En intégrant l'efficacité quantique obtenue sur tout le spectre du rayonnement lumineux, on peut évaluer le courant produit par un capteur. Le rapport entre ce courant et le courant théorique maximal (QE égal à 100 % sur tout le spectre) s'appelle le rendement électrique.

## Approche mathématique
Ce paramètre dépend de la longueur d'onde, représentée par l'indice λ :
{\displaystyle QE_{\lambda }=\eta ={\frac {N_{e}}{N_{\nu }}}}
où Nν = nombre de photons absorbés, Ne = nombre d'électrons produits.
Ces deux grandeurs sont calculées de la façon suivante :
{\displaystyle N_{\nu }={\frac {\Phi _{o}}{\varepsilon _{\lambda }}}{\times }t}
{\displaystyle N_{e}={\frac {\Phi _{\xi }}{\varepsilon _{\lambda }}}{\times }t}
avec {\displaystyle \Phi _{o}} = puissance optique incidente en watts, {\displaystyle \Phi _{\xi }} = puissance optique absorbée en watts, {\displaystyle {\varepsilon _{\lambda }}} = énergie d'un photon de longueur d'onde λ, et t en secondes.
Avec les photons d'un niveau d'énergie situé au-dessous de la bande interdite, le QE est égal à 0.
Les pellicules photographiques ont généralement un QE inférieur à 10 %, tandis que celui de capteurs CCD peut dépasser 90 % sur certaines longueurs d'onde.

## Types d'efficacité quantique
Pour les articles homonymes, voir IQE.

Spectre d'EQE, d'IQE et de réflectance d'un cristal de silicium d'une cellule solaire avec une couche antiréflectrice.

Il existe deux types d'efficacité quantique d'un capteur photosensible, pour une longueur d'onde donnée :
- efficacité quantique externe ou EQE (External Quantum Efficiency en anglais) qui est le rapport du nombre de charges électroniques collectées sur le nombre de photons incidents ;
- efficacité quantique interne ou IQE (Internal Quantum Efficiency en anglais) qui est le rapport du nombre de charges électroniques collectées sur le nombre de photons incidents et absorbés.

L'IQE est un paramètre permettant de s'affranchir de la réflectance et de sa transmittance du capteur. Elle est toujours supérieure à l'EQE. La détermination de l'IQE d'un capteur est réalisée par la combinaison des mesures de son EQE, de sa réflectance et de sa transmittance.

## Sensibilité spectrale
La sensibilité spectrale est une mesure similaire, mais avec des unités différentes : ampère par watt (A/W). Elle permet de quantifier le courant produit par rapport à la puissance reçue d'un faisceau lumineux. Tout comme l'efficacité quantique, ce paramètre dépend de la longueur d'onde.
A une longueur d'onde donnée λ, la relation entre l'efficacité quantique QEλ et la sensibilité spectrale Rλ est la suivante (sur une échelle de 0 à 1) :
{\displaystyle QE_{\lambda }={\frac {R_{\lambda }}{\lambda }}\times {\frac {hc}{e}}\approx {\frac {R_{\lambda }}{\lambda }}{\times }(1240\;{\rm {W}}\cdot {\rm {nm/A}})}
Avec λ en nm, h étant la constante de Planck, c la vitesse de la lumière dans le vide, et e la charge élémentaire d'un électron.